# منزفیلد سنتر (ماساچوست)
منزفیلد سنتر (به انگلیسی: Mansfield Center) یک منطقهٔ مسکونی در ایالات متحده آمریکا است که در شهرستان بریستول، ماساچوست واقع شده‌است. منزفیلد سنتر ۷٫۵ کیلومتر مربع مساحت و ۷٬۳۶۰ نفر جمعیت دارد.